# Рукла
Рукла (лит. Rukla) — невелике містечко в Каунаському повіті Йонавського району в центральній Литві. У 2011 році в ньому проживало 2098 осіб. У Руклі є церква, школа, пошта.

## Військове містечко
Рукла є пунктом постійної дислокації для 1-ї механізованої бригади литовської армії.
З 2017 року тут розташовано багатонаціональну батальйонну групу розширеної передової присутності НАТО.
| Литва | Це незавершена стаття з географії Литви. Ви можете допомогти проєкту, виправивши або дописавши її. |